# Spartanburg (Dél-Karolina)
Spartanburg város az USA Dél-Karolina államában. Lakosainak száma 38 732 fő (2020. április 1.).

## Népesség
A település népességének változása:

| 2010 | 37 013 |
| 2020 | 38 732 |

## Híres emberek
- Itt született 1966. március 12-én David Daniels operaénekes.
- Itt született William Westmoreland katonatiszt.